# Hermann Rotberg

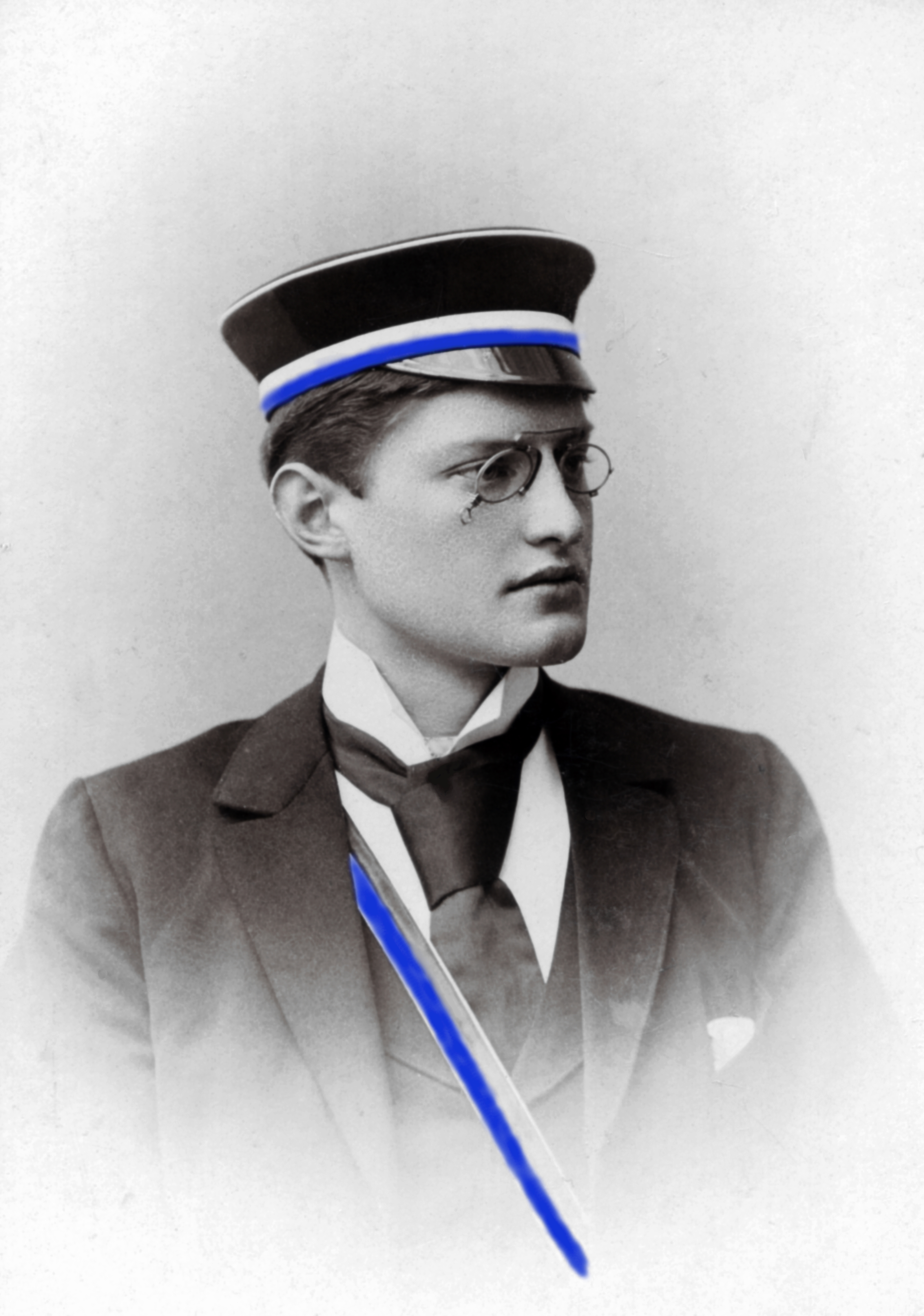
Hermann Rotberg

Hermann Heinrich Mathias Rotberg (* 6. Juli 1873 in Berleburg; † 7. Juli 1945 ebenda) war ein deutscher Verwaltungsjurist und Parlamentarier.

## Leben
Hermann Rotberg besuchte das Gymnasium in Marburg. Danach begann er an der Rheinischen Friedrich-Wilhelms-Universität und der Ludwig-Maximilians-Universität Rechtswissenschaft zu studieren. 1894 wurde er im Corps Suevia München recipiert. Als Inaktiver wechselte er an die Philipps-Universität Marburg. Nach dem ersten Staatsexamen 1896 leistete er den Vorbereitungsdienst bei Gerichten in Berleburg und Dortmund. Einjährig-Freiwilliger war er in Minden. 1902 wurde er als Regierungsreferendar bei der Bezirksregierung Arnsberg und beim Kreis Wittgenstein in Berleburg sowie in Domänenfragen bei der Bezirksregierung Potsdam ausgebildet. Nach dem zweiten Staatsexamen 1903 wurde er in den preußischen Verwaltungsdienst übernommen und wurde zunächst beim Kreis Wetzlar und bei der Bezirksregierung Lüneburg eingesetzt. 1909 wurde er Landrat des Kreises Fallingbostel und übte dieses Amt dort bis 1930 aus.
Rotberg war Mitglied der Deutschnationalen Volkspartei. Von 1916 bis 1932 saß er im Provinziallandtag Hannover, im letzten Jahr als Präsident. Er wurde 1930 durch den Oberpräsidenten Gustav Noske in den einstweiligen Ruhestand versetzt, weil er sich im Provinziallandtag kritisch zum Verbot des Nationalsozialistischen Schülerbunds durch das preußische Preußische Ministerium der geistlichen, Unterrichts- und Medizinalangelegenheiten unter Adolf Grimme geäußert hatte. Nach dem Preußenschlag 1932 wurde Rotberg Landrat im Landkreis Goslar. 1940 kam er als Landrat in den Kreis Wittgenstein und 1941–1944 in den Kreis Olpe.